# Welterbe in Georgien

Zum Welterbe in Georgien gehören (Stand 2021) vier UNESCO-Welterbestätten, davon drei Stätten des Weltkulturerbes und eine des Weltnaturerbes. Georgien ist der Welterbekonvention 1992 beigetreten, die ersten beiden Welterbestätten wurden 1994 in die Welterbeliste aufgenommen. Die bislang letzte Welterbestätte wurde 2021 eingetragen, 2017 wurde ein Teil einer Welterbestätte gestrichen.

## Welterbestätten

### Aktuelle Welterbestätten
Die folgende Tabelle listet die UNESCO-Welterbestätten in Georgien  in chronologischer Reihenfolge nach dem Jahr ihrer Aufnahme in die Welterbeliste (K – Kulturerbe, N – Naturerbe, K/N – Naturerbe, K/N – gemischt, (G) – auf der Liste des gefährdeten Welterbes).
| Bild                                     | Bezeichnung                                     | Jahr | Typ | Ref. | Beschreibung |
| ---------------------------------------- | ----------------------------------------------- | ---- | --- | ---- | --- |
| Swetizchoweli-Kathedrale                 | Historische Denkmäler von Mzcheta               | 1994 | K   | 708  | Historische Kirchen und Klöster in Mzcheta, der ehemaligen Hauptstadt Georgiens, darunter die Swetizchoweli-Kathedrale (Lage), das Dschwari-Kloster (Lage) und das Samtavro-Kloster (Lage). |
| Kloster Gelati                           | Kloster Gelati (Lage)                           | 1994 | K   | 710  | Klosteranlage aus dem 12. Jahrhundert unweit der Stadt Kutaissi. Ursprünglich gemeinsam mit der Bagrati-Kathedrale gemeinsam in die Welterbeliste aufgenommen, die 2017 aus der Welterbestätte gestrichen wurde. |
| Oberswanetien                            | Oberswanetien (Lage)                            | 1996 | K   | 709  | Dörfer der Region Oberswanetien im Oberen Kaukasus |
| Kolchische Regenwälder und Feuchtgebiete | Kolchische Regenwälder und Feuchtgebiete (Lage) | 2021 | N   | 1616 | Die Naturerbestätte besteht aus sieben Wald- und Moorgebieten, die sich entlang der Ostküste des Schwarzen Meeres erstrecken. Die extrem feuchten Laubwälder beherbergen eine äußerst vielfältige Flora und Fauna mit einer sehr hohen Dichte an endemisch-relikten Arten sowie einer beträchtlichen Anzahl weltweit bedrohter Reliktarten, die die Gletscherzyklen des Tertiärs überlebt haben. |

### Ehemalige Welterbestätte
| Bild                                  | Bezeichnung                                  | Jahr      | Typ | Ref. | Beschreibung |
| ------------------------------------- | -------------------------------------------- | --------- | --- | ---- | --- |
| Bagrati-Kathedrale und Kloster Gelati | Bagrati-Kathedrale und Kloster Gelati (Lage) | 1994–2017 | K   | 710  | 1994 war die Bagrati-Kathedrale zusammen mit dem ebenfalls in Kutaissi liegenden Kloster Gelati in die Welterbeliste aufgenommen worden (s. Archiv). Weil die Kathedrale entgegen der Empfehlung des ICOMOS rekonstruiert wurde, wurde sie 2017 aus der Welterbestätte gestrichen, nur das Kloster Gelati verbleibt. |

## Tentativliste
In der Tentativliste sind die Stätten eingetragen, die für eine Nominierung zur Aufnahme in die Welterbeliste vorgesehen sind.
Mit Stand 2021 sind 14 Stätten in der Tentativliste von Georgien eingetragen, die letzte Eintragung erfolgte 2007.
Die folgende Tabelle listet die Stätten in chronologischer Reihenfolge nach dem Jahr ihrer Aufnahme in die Tentativliste.
| Bild                                      | Bezeichnung                                            | Jahr | Typ | Ref. | Beschreibung                                                            |
| ----------------------------------------- | ------------------------------------------------------ | ---- | --- | ---- | ----------------------------------------------------------------------- |
| (weitere Bilder)                          | Alawerdi-Kloster (Lage)                                | 2007 | K   | 5221 |                                                                         |
| (weitere Bilder)                          | Ananuri (Lage)                                         | 2007 | K   | 5222 |                                                                         |
| (weitere Bilder)                          | Klöster und Eremitage von Dawit Garedscha (Lage)       | 2007 | K   | 5224 |                                                                         |
| Hominine Fossilienfundstätte von Dmanissi | Hominine Fossilienfundstätte von Dmanissi              | 2007 | K   | 5225 | in der Nähe der Stadt Dmanissi                                          |
| (weitere Bilder)                          | Kirche der Erzengel und der Königsturm in Gremi (Lage) | 2007 | K   | 5226 |                                                                         |
| (weitere Bilder)                          | Kirche von Kwetera (Lage)                              | 2007 | K   | 5227 | Kirche in der Festung Kwetera                                           |
| Mta-Tusheti                               | Mta-Tusheti                                            | 2007 | K   | 5228 |                                                                         |
| Nikorzminda-Kathedrale                    | Nikorzminda-Kathedrale                                 | 2007 | K   | 5229 |                                                                         |
| Samtawissi-Kathedrale                     | Samtawissi-Kathedrale                                  | 2007 | K   | 5230 |                                                                         |
| Schatili                                  | Schatili                                               | 2007 | K   | 5232 |                                                                         |
| Altstadt von Tiflis                       | Altstadt von Tiflis                                    | 2007 | K   | 5233 | war bereits 2001 nominiert und wurde von ICOMOS zurückgewiesen          |
| Höhlenstadt Uplisziche                    | Höhlenstadt Uplisziche                                 | 2007 | K   | 5234 |                                                                         |
| Wani                                      | Wani                                                   | 2007 | K   | 5235 |                                                                         |
| Wardsia                                   | Wardsia - Khertvisi                                    | 2007 | K   | 5236 | umfasst die Höhlenstadt Wardsia (Lage) und die Festung Khertvisi (Lage) |